# Megachoriolaus unicolor
Megachoriolaus unicolor är en skalbaggsart som först beskrevs av Bates 1892.  Megachoriolaus unicolor ingår i släktet Megachoriolaus och familjen långhorningar. Inga underarter finns listade i Catalogue of Life.